# Gästgivars
Gästgivars est une ferme suédoise située à Vallsta, dans la commune de Bollnäs et la province du Hälsingland. C'est l'une des sept fermes décorées de Hälsingland qui figurent depuis 2012 au patrimoine mondial de l'UNESCO. À l'échelon national, elle est également classée byggnadsminne depuis 2010.

## Histoire
Gästgivars est l'une des cinq fermes situées à Vallsta. Elle doit son nom à sa première fonction, celle d'auberge pour les voyageurs de passage. Elle joue ce rôle au XVIIe siècle et durant la première moitié du XVIIIe siècle, jusqu'à la mort du dernier aubergiste, Eric Jonsson, en 1766. Les bâtiments, qui constituent désormais une propriété agricole, se transmettent parmi les descendants des aubergistes de l'époque moderne jusqu'au milieu du XIXe siècle, lorsque Gästgivars est racheté par Eric Ersson (1796-1864), oncle par alliance de Jonas Ericsson (1815-1887), l'arrière-petit-fils d'Eric Jonsson. La ferme cesse d'être habitée en 1947, et les champs attenants sont dès lors exploités par d'autres paysans, bien que l'élevage d'animaux s'y poursuive jusqu'en 1969,.

## Architecture et décoration
Comme dans la plupart des autres fermes décorées de Hälsingland, la majeure partie des bâtiments de Gästgivars remontent dans leur forme actuelle au XIXe siècle et sont construits en bois. La décoration intérieure de la salle des fêtes, bâtie en 1837-1838, est due au peintre itinérant Jonas Wallström (sv) (1798-1862), qui est lui-même originaire de Vallsta. Parmi ses peintures au pochoir, réalisées dans les motifs muraux ont donné lieu à un papier peint produit à partir des années 1960 et nommé d'après la ferme : Gästgivarstapeten, c'est-à-dire « papier peint de Gästgivars ».

## Galerie

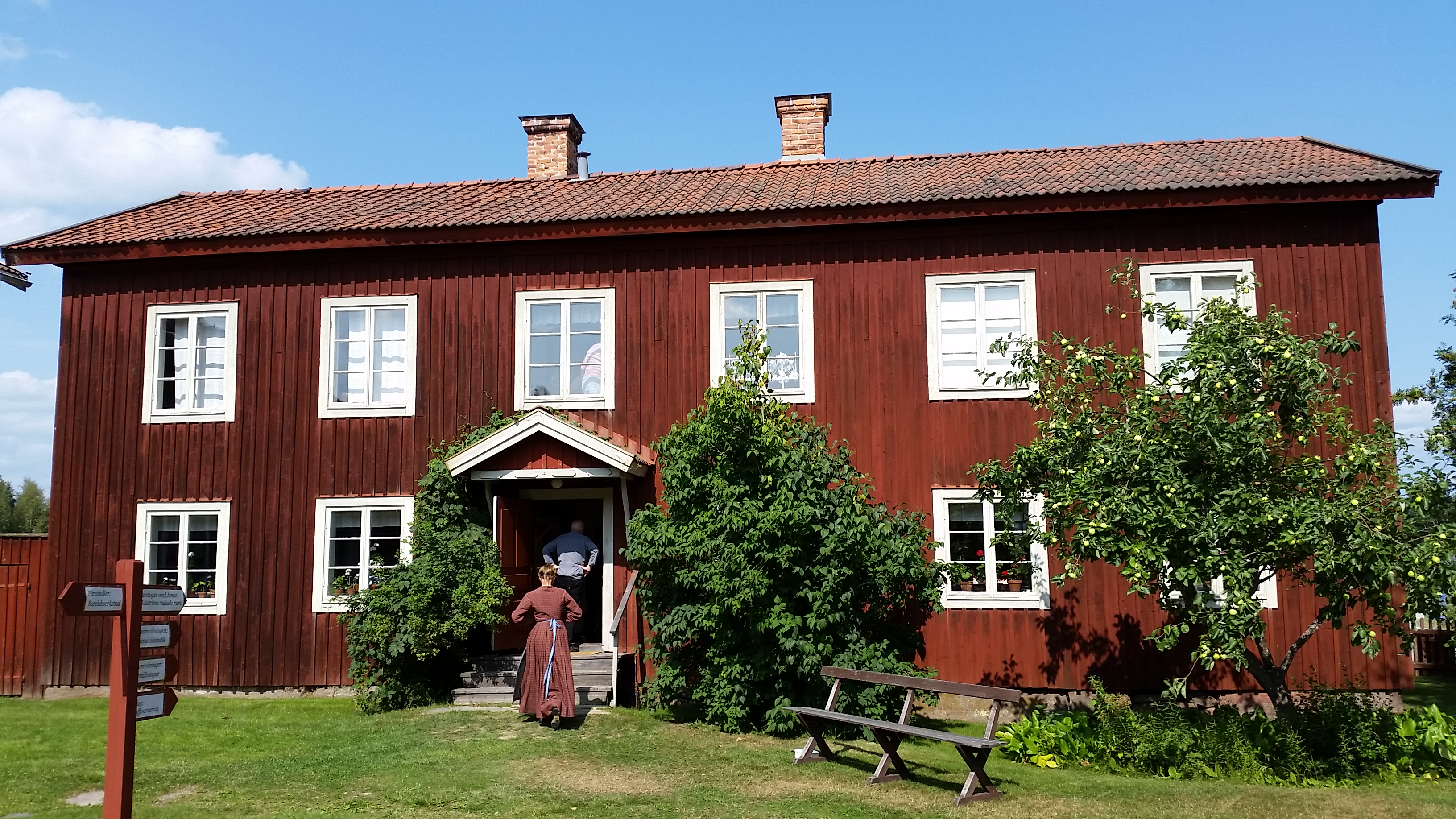
Le bâtiment principal.
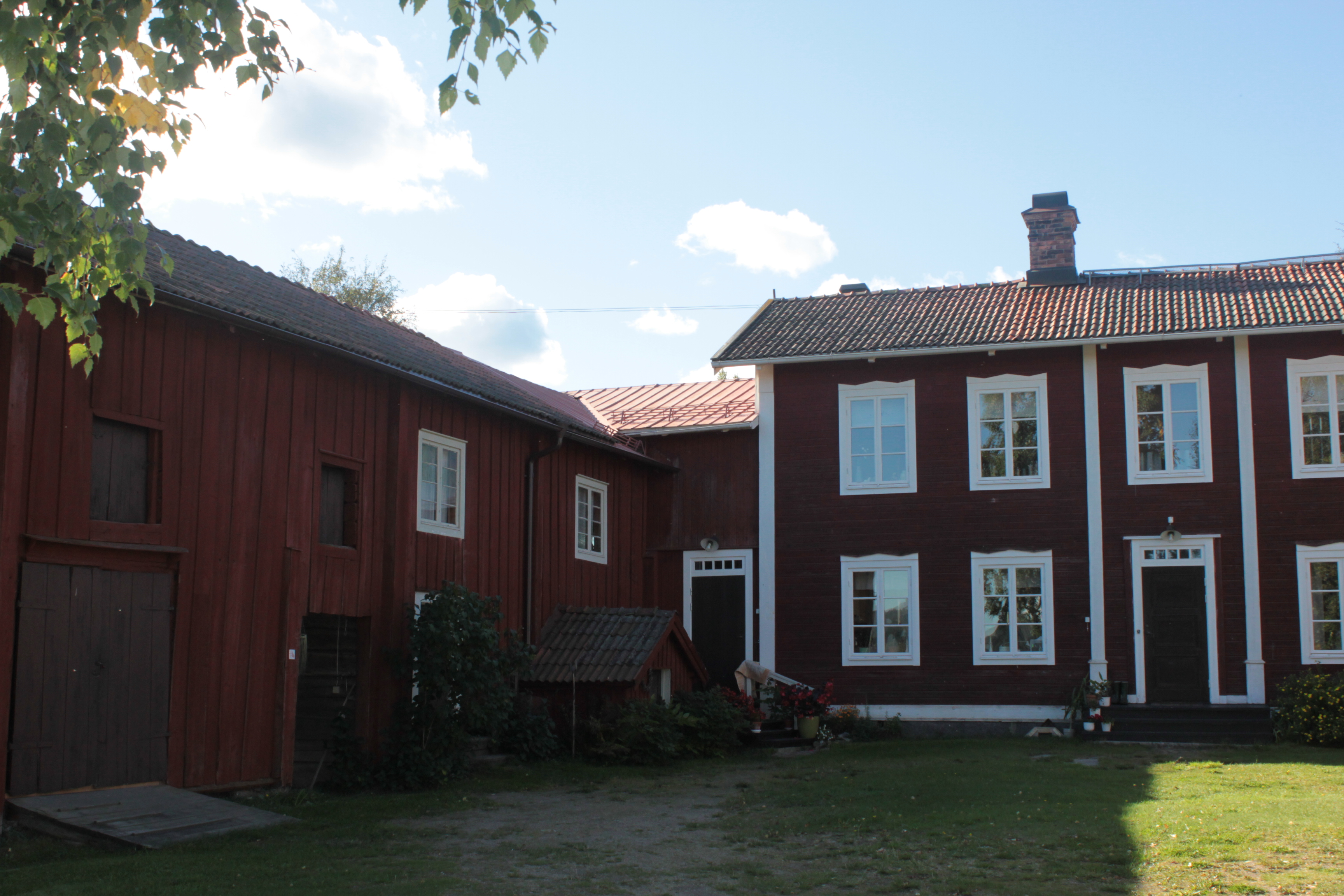
L'étable.
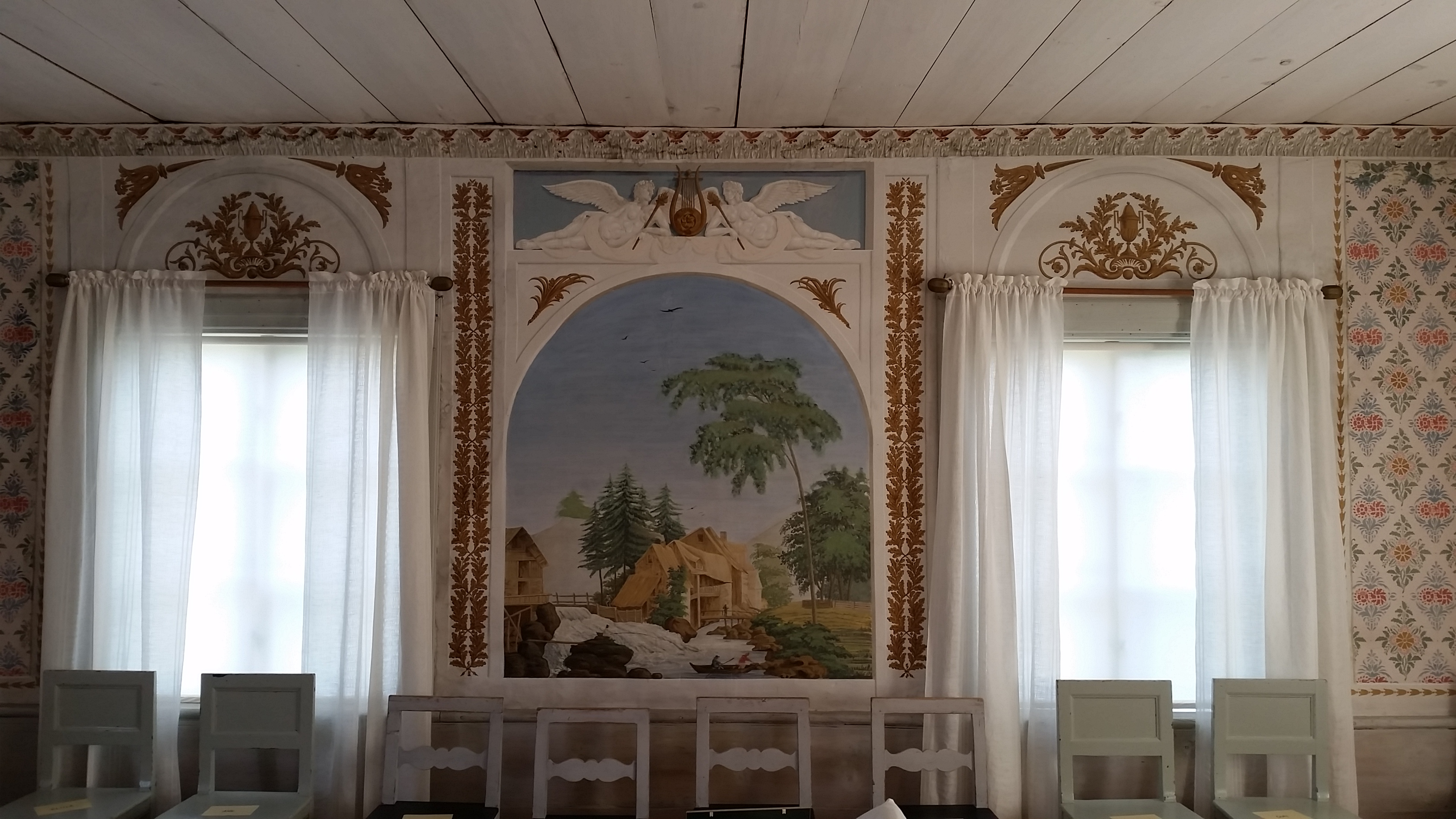
Une peinture murale de Jonas Wallström.
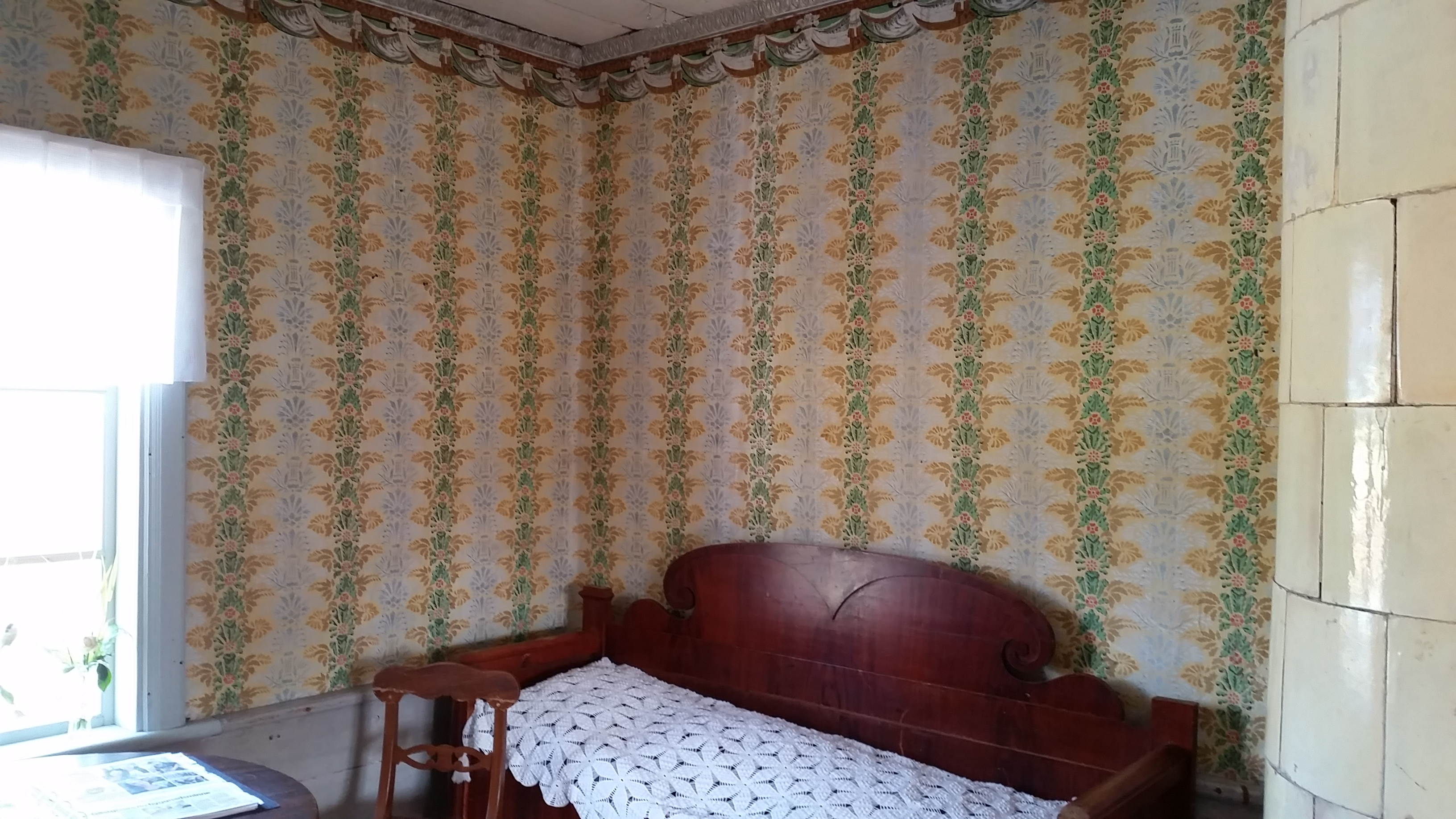
Une chambre aux murs décorés par Wallström.